# Semiothisa maricopa
Semiothisa maricopa är en fjärilsart som beskrevs av George Duryea Hulst 1896. Semiothisa maricopa ingår i släktet Semiothisa och familjen mätare. Inga underarter finns listade i Catalogue of Life.